# Хобарт, Альбиния
Альбиния Хобарт, графиня Бакингемшир (англ. Albinia Hobart, Countess of Buckinghamshire; 1737/1738 — 11 марта 1816) — британская аристократка и светская львица, в замужестве с Джорджем Хобартом носила титул графини Бакингемшир.

## Биография
Была дочерью лорда Вера Берти и его супруги Анны Кэйси, внебрачной дочери Сесила Рея, 11-го баронета.
В 1780 году Альбиния после смерти отца получила часть наследства по его завещанию
В 1793 году её супруг унаследовал графский титул и Альбиния стала активна в светской жизни. Семейный дом в Хобарт-хаусе стал центром светских развлечений и азартных игр, особенно карточный игры «фаро», которая была незаконной. Альбина Хобарт сама принимала участие в играх, а в 1797 году она была оштрафована за содержание частного игорного дома.
После смерти мужа в 1804 году она носила титул вдовствующей графини Бакингемшир.
Скончалась 11 марта 1816 года в возрасте 77/78 лет, была похоронена рядом с мужем.

## Семья
16 мая 1757 года вышла замуж за Джорджа Хобарта, ставшего в 1793 году графом Бакингемшир. У супругов было 8 детей:
- Роберт Хобарт (6 мая 1760 – 4 февраля 1816) — 4-й граф Бакингемшир (1804—1816), также занимал ряд государственных должностей, среди которых министр по военным и колониальным делам (1801—1804);
- Дост. Джордж Вер Хобарт (1761—1802);
- Дост. Чарльз Хобарт (ум. 1782), лейтенант Королевского флота;
- Дост. Генри Льюис Хобарт[англ.] (1774 – 8 мая 1846) — священник;
- Леди Альбиния Хобарт, вышла замуж за Ричарда Камберленда в 1784 году;
- Леди Генриетта Энн Барбара Хобарт (ок. 1762–1828 ), вышла замуж за Джона Салливана[англ.] в 1789 году;
- Леди Мэри Фрэнсис Хобарт (ок. 1762–1794 ), вышла замуж за Джорджа Норта, 3-го графа Гилфорда[англ.], у супругов была одна дочь;
- Леди Шарлотта Хобарт (ум. 1798), вышла замуж за полковника Эдварда Дисброу[англ.], у пары было 6 детей.